# Diócesis de Massa Carrara-Pontremoli
La diócesis de Massa Carrara-Pontremoli (en latín: Dioecesis Massensis-Apuana y en italiano: Diocesi di Massa Carrara-Pontremoli) es una circunscripción eclesiástica de la Iglesia católica en Italia. Se trata de una diócesis latina, sufragánea de la arquidiócesis de Pisa. Desde el 24 de febrero de 2022 su obispo es Mario Vaccari, de la Orden de Frailes Menores.

## Territorio y organización

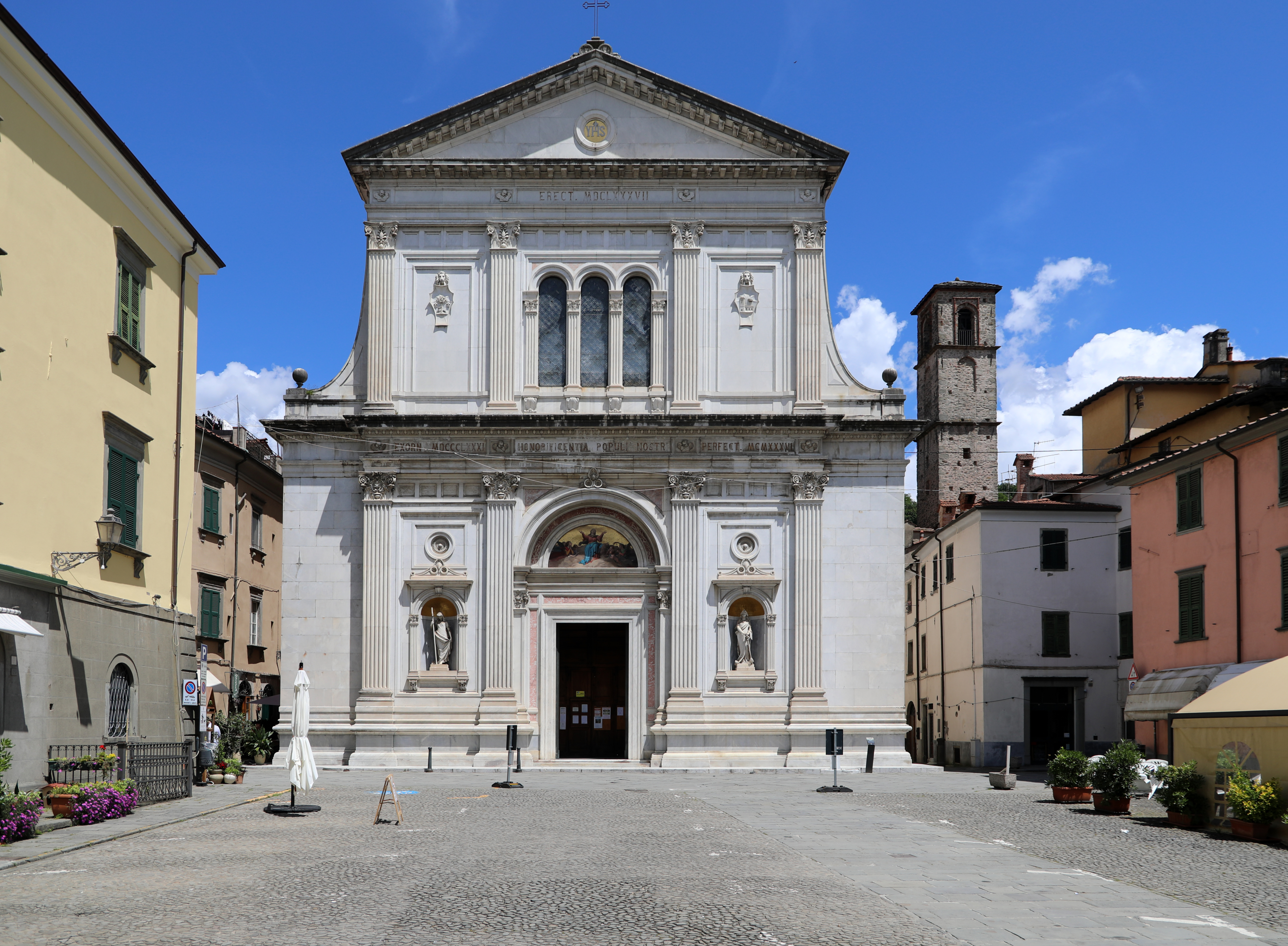
Concatedral de Santa María Asunta, en Pontremoli

La diócesis tiene 1174 km² y extiende su jurisdicción sobre los fieles católicos de rito latino residentes en:
- la provincia de Massa y Carrara (conformada por 17 comunas) en la región de Toscana;
- la comuna de Albareto en la provincia de Parma de la región de Emilia-Romaña.

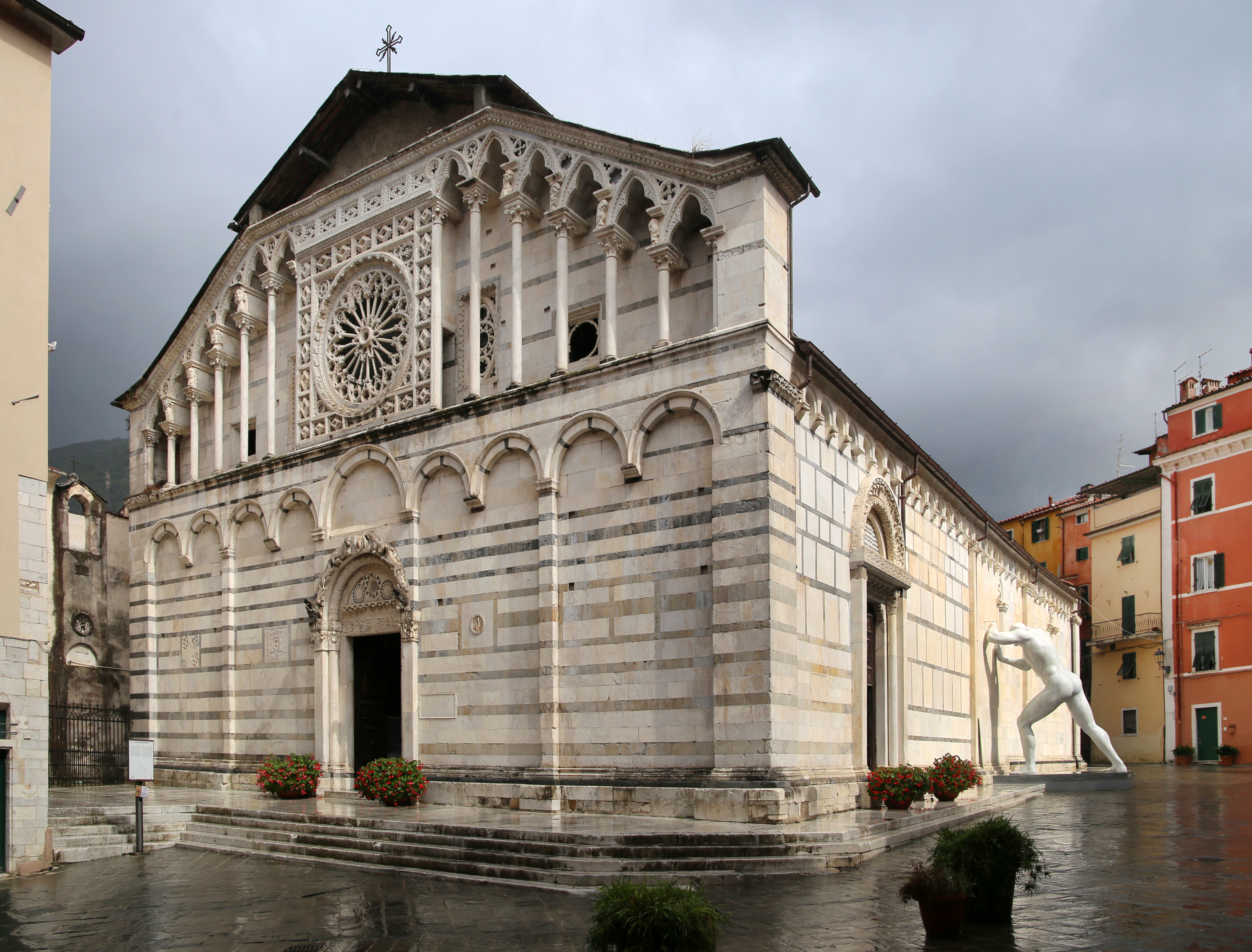
Colegiata abadía mitrada de San Andrés Apóstol, en Carrara

La sede de la diócesis se encuentra en la ciudad de Massa, en donde se halla la Catedral basílica de los Santos Pedro y Francisco. En Pontremoli se encuentra la Concatedral de Santa María Asunta y en Carrara la colegiata abadía mitrada de San Andrés Apóstol.

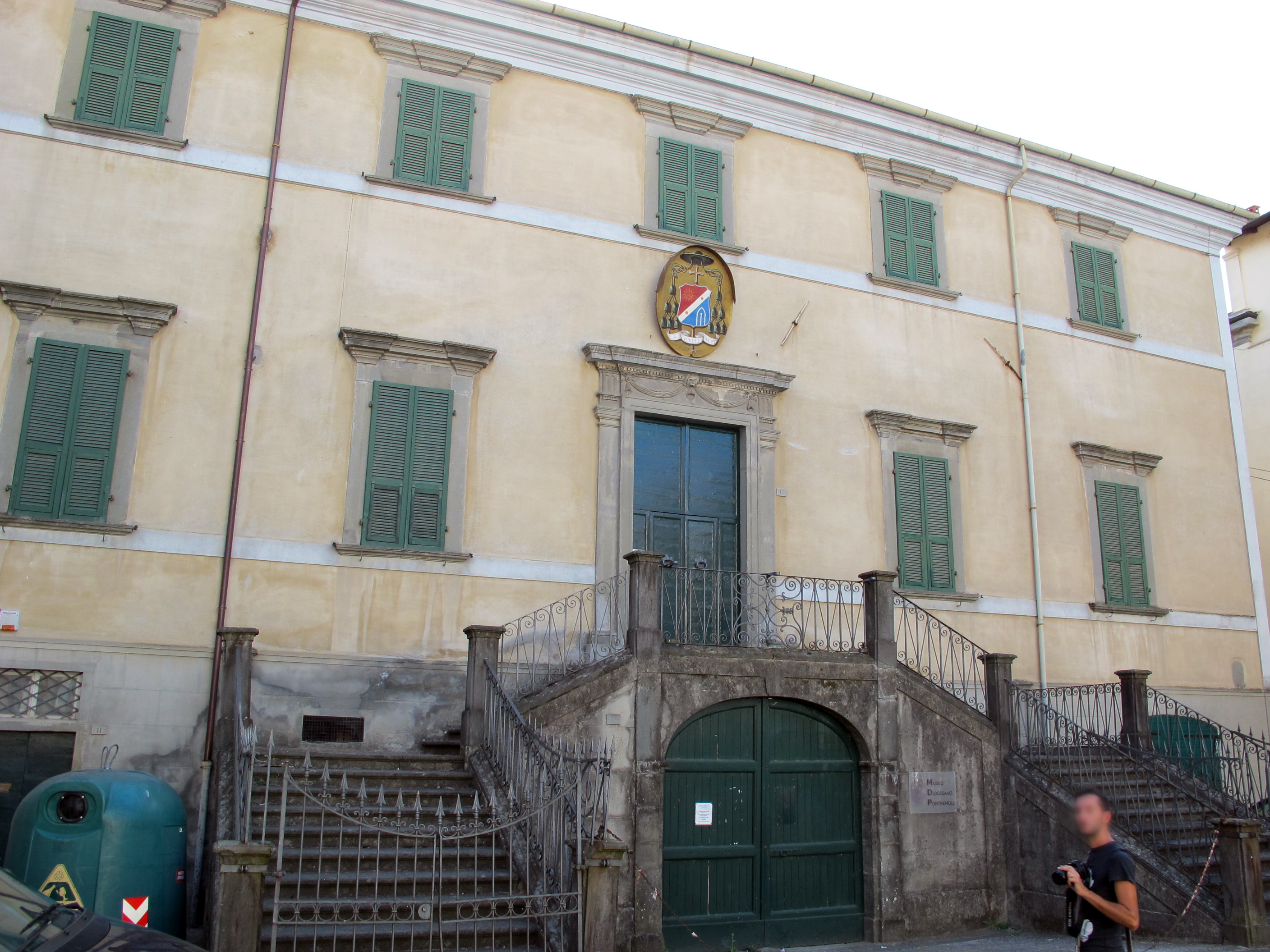
Antiguo palacio episcopal de Pontremoli, sede del museo diocesano de Pontremoli

En 2023 en la diócesis existían 244 parroquias agrupadas en 6 vicariatos:
- el vicariato de Massa comprende 37 parroquias en las comunas de Massa y Montignoso;
- el vicariato de Carrara comprende 34 parroquias en las comunas de Carrara y Fosdinovo;
- el vicariato de Aulla comprende 38 parroquias en las comunas de Aulla, Licciana Nardi, Comano, Podenzana y Tresana;
- el vicariato de Villafranca comprende 44 parroquias en las comunas de Villafranca in Lunigiana, Bagnone, Filattiera y Mulazzo;
- el vicariato de Pontremoli comprende 42 parroquias en las comunas de Pontremoli, Zeri y Albareto;
- el vicariato de Fivizzano comprende 49 parroquias en las comunas de Casola in Lunigiana y Fivizzano.

A su vez los vicariatos se agrupan en dos zonas pastorales: la zona pastoral Costa se extiende sobre los vicariatos de Massa y Carrara; la zona pastoral Lunigiana comprende los otros cuatro vicariatos.

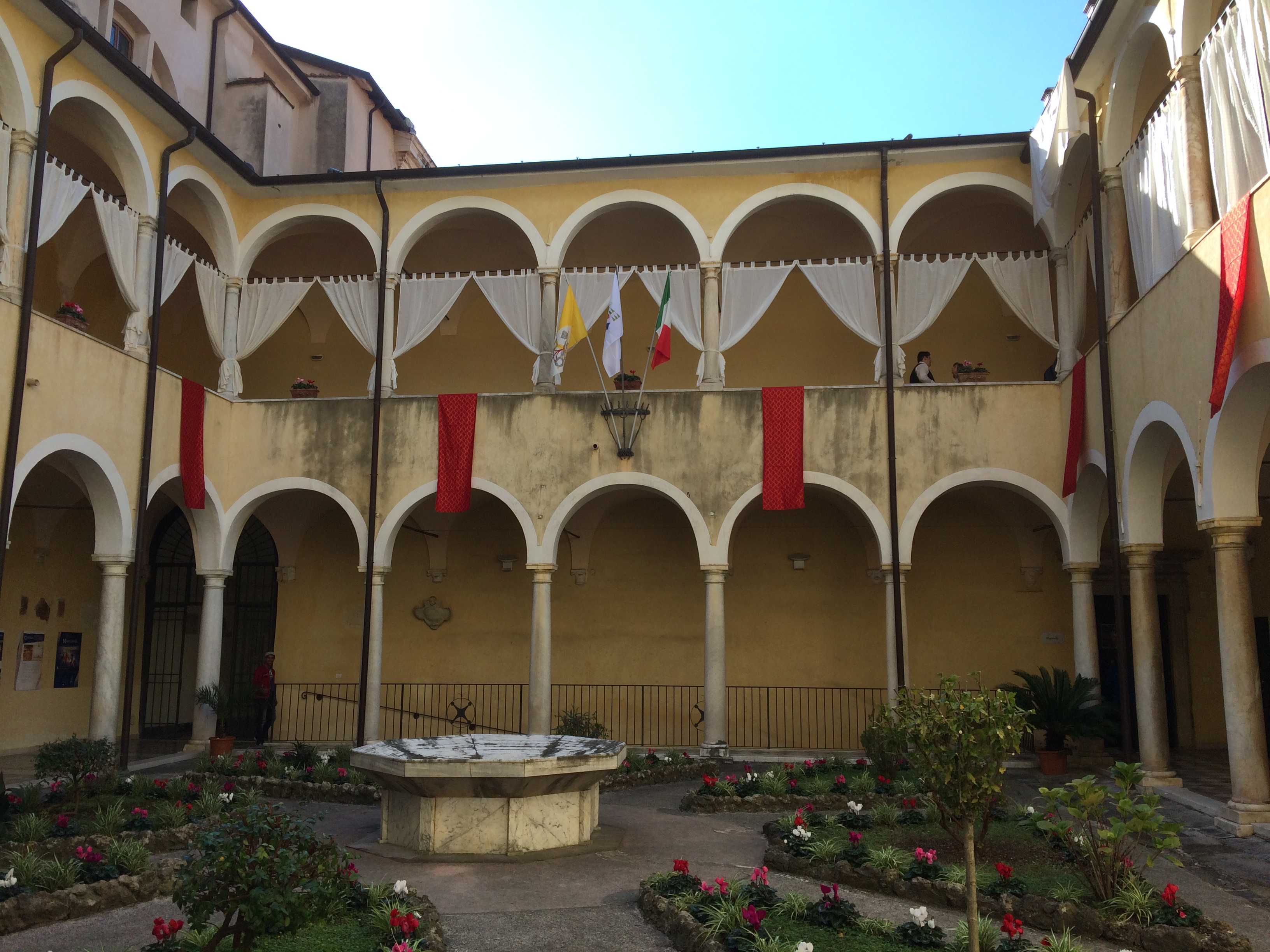
Claustro del seminario myor episcopal de Massa

## Historia
La diócesis actual nació de la unión de dos sedes episcopales anteriores de reciente creación: la diócesis de Pontremoli, fundada en 1797, y la de Massa, erigida en 1822.

### Diócesis de Pontremoli
El territorio que luego se convirtió en la diócesis de Pontremoli formaba parte desde la antigüedad de la diócesis de Luni, llamada Luni-Sarzana desde 1465, aunque a partir de 1133, con la erección de la diócesis de Brugnato, algunos entes eclesiásticos dependían de esta última. A partir de mediados del siglo XVII este territorio fue anexado por Fernando II de Médici al Gran Ducado de Toscana.
La diócesis de Pontremoli, llamada dioecesis Apuana en la bula de institución, fue erigida el 4 de julio de 1797 mediante la bula In suprema del papa Pío VI, y hecha sufragánea de la arquidiócesis de Pisa. El territorio de la nueva diócesis estaba formado por 123 parroquias, casi todas tomadas de la diócesis de Luni-Sarzana, excepto tres que pertenecían a la diócesis de Brugnato, cuyos obispos tenían su sede en Pontremoli desde hacía dos siglos, entre 1302 y 1502.
En el mismo año el papa definió también el número y las dignidades concedidas al cabildo de la catedral de Santa María Asunta, llamada Santa María del Popolo. Al año siguiente las parroquias de Seravezza fueron separadas de Pontremoli y asignadas a la arquidiócesis de Pisa mediante la bula Cum nostrarum del 18 de septiembre de 1798 del papa Pío VI.
El 17 de diciembre de 1853, con la carta apostólica Dum universi gregis, el papa Pío IX ordenó que la diócesis de Pontremoli cediera 59 parroquias a la diócesis de Massa y recibiera como compensación 17 parroquias de la misma diócesis de Massa: Casola, Argigliano, Codiponte, Casciana, Ugliancaldo, Monte dei Bianchi, Equi Aiola, Monzone, Vinca, Tenerano, Cecina, Madrignano, Calice o Castillo de Calice, Parroquia de Santa Maria o Calice, Borseda y Veppo. Sin embargo, este intercambio de parroquias se realizó en la primera sede vacante y en 1855 las 17 parroquias que habían pertenecido a la diócesis de Massa pasaron a la jurisdicción de la diócesis de Pontremoli. En 1872 el obispo de Pontremoli, Michelangelo Orlandi, obtuvo un decreto de la Santa Sede, del 20 de mayo, que suspendía la aplicación de la carta apostólica de 1853, evitando el traslado de las 59 parroquias a la diócesis de Massa. En 1899 el obispo de Massa, Emilio Maria Miniati, escribió a la Santa Sede explicando que las 17 parroquias habían sido cedidas por compensación, pero su diócesis nunca había recibido las 59 parroquias para las que se había previsto la compensación, pidiendo que el efecto de la suspensión solicitada por el obispo de Pontremoli se refiriera también a la cesión de las 17 parroquias, que ya se había producido en 1855. El papa León XIII aceptó la petición del obispo de Massa y el 9 de febrero de 1901 mediante el decreto Apostolicis litteris la Sagrada Congregación Consistorial estableció que 17 parroquias fueran devueltas a la diócesis de Massa.
En 1855 la diócesis de Pontremoli se amplió incorporando tres parroquias que pertenecían a la diócesis de Luni-Sarzana y dos que pertenecían a la diócesis de Brugnato.
En 1955 cedió las parroquias de San Nicola di Caprigliola y San Martino di Albiano Magra a la diócesis de La Spezia mediante el decreto Cum postulatum de la Congregación Consistorial.
El 13 de julio de 1962, mediante la carta apostólica Etruriae illa regio, el papa Juan XXIII proclamó a la bienaventurada Virgen María Asunta al Cielo como patrona principal de la diócesis de los Apuanos.

### Diócesis de Massa
La diócesis de Massa fue erigida el 18 de febrero de 1822 mediante la bula Singularis Romanorum del papa Pío VII, y hecha sufragánea de la arquidiócesis de Pisa. El territorio de la nueva diócesis estaba formado por 112 parroquias tomadas de la diócesis de Luni-Sarzana. Ya a mediados del siglo XVIII se habían producido serios intentos de crear una diócesis para el Ducado de Massa y el Principado de Carrara; en 1757 la duquesa reinante María Teresa Cybo-Malaspina había obtenido del emperador Francisco I el derecho de establecer para la futura mensa episcopal una renta de 12 000 florines sobre los bienes feudales, en 1797 su hija y heredera María Beatriz de Este habría obtenido la institución de la diócesis de Massa, pero la situación política concomitante (es decir, la invasión de los revolucionarios franceses en Italia) hizo imposible su implementación.
La innovación respondió a una clara petición política del Ducado de Massa de tener una diócesis propia. El año siguiente el nuevo papa León XII añadió otras parroquias, incluidas en el vicariato de Garfagnana y en el priorato de Castiglione, que pertenecían a la arquidiócesis de Lucca.
El 17 de diciembre de 1853, mediante la bula Dum universi del papa Pío IX, la diócesis de Massa se amplió incorporando otras 9 parroquias (Cardoso, Bolognana, Verni, Perpoli, Campo di Perpoli, Fiattone, Lupinaia, Treppignana y Riana) que pertenecían a la arquidiócesis de Lucca y constituyeron el vicariato de Gallicano. Mediante el mismo decreto de 1855, en 1901 cedió 17 parroquias a la diócesis de Pontremoli.
El 22 de agosto de 1855 la diócesis pasó a formar parte de la provincia eclesiástica de la arquidiócesis de Módena. El 23 de abril de 1926, sin embargo, volvió a ser sufragánea de la arquidiócesis de Pisa mediante la bula Inter coetera del papa Pío XI.
El 20 de julio de 1939 cambió su nombre a "diócesis de Apuania" (en latín: Dioecesis Apuaniensis), tras el nacimiento el año anterior de la comuna de Apuania, que unía las de Massa, Carrara y Montignoso. Este nuevo nombre se mantuvo hasta el 30 de septiembre de 1986, cuando volvió a llamarse dióecesis Massensis mediante el decreto Cum procedere de la Congregación para los Obispos.
En 1959 las 12 parroquias de la provincia de La Spezia fueron cedidas a la diócesis de Brugnato. Al mismo tiempo, las parroquias de San Nicola de Caprigliola y San Martino de Albiano Magra, que desde 1955 pertenecían a la diócesis de La Spezia y anteriormente a la de Pontremoli, fueron anexadas a la diócesis de Massa.
En 1970 Aldo Forzoni trasladó la residencia episcopal del antiguo palacio en el centro de Massa al seminario episcopal. La antigua sede alberga hoy el museo diocesano y el archivo histórico de la diócesis.

### Sedes unidas
El 23 de febrero de 1988 se constituyó la plena unión de las dos diócesis. El nuevo distrito eclesiástico tomó el nombre actual y tuvo como primer obispo a Bruno Tommasi, ya obispo de Pontremoli.
El 5 de septiembre de 1992 la diócesis cedió las 106 parroquias de la provincia de Lucca, que constituían el vicariato de Garfagnana, a la arquidiócesis de Lucca mediante el decreto Pastoralis collocatio de la Congregación para los Obispos. El 14 de enero de 2003 la diócesis asumió su actual fisonomía territorial con la transferencia de las parroquias de Baselica y Valdena en la comuna de Borgo Val di Taro a la diócesis de Plasencia-Bobbio.
Entre 2003 y 2006 la diócesis celebró el primer sínodo del tercer milenio.

## Estadísticas
Según el Anuario Pontificio 2024 la diócesis tenía a fines de 2023 un total de 204 100 fieles bautizados.
| Año                                                                             | Población            | Población | Población      | Sacerdotes | Sacerdotes    | Sacerdotes    | Bautizados por sacerdote | Diáconos permanentes | Religiosos | Religiosos | Parroquias |
| Año                                                                             | Bautizados católicos | Total     | % de católicos | Total      | Clero secular | Clero regular | Bautizados por sacerdote | Diáconos permanentes | Varones    | Mujeres    | Parroquias |
| ------------------------------------------------------------------------------- | -------------------- | --------- | -------------- | ---------- | ------------- | ------------- | ------------------------ | -------------------- | ---------- | ---------- | ---------- |
| Diócesis de Apuania (Massa Carrara)                                             |                      |           |                |            |               |               |                          |                      |            |            |            |
| 1949                                                                            | 198 000              | 200 000   | 99.0           | 269        | 234           | 35            | 736                      |                      | ?          | ?          | 216        |
| 1959                                                                            | 196 070              | 196 500   | 99.8           | 251        | 215           | 36            | 781                      |                      | 49         | 387        | 212        |
| 1970                                                                            | 203 290              | 203 454   | 99.9           | 229        | 192           | 37            | 887                      |                      | 46         | 354        | 218        |
| 1980                                                                            | 204 495              | 205 505   | 99.5           | 214        | 178           | 36            | 955                      |                      | 46         | 303        | 222        |
| Diócesis de Pontremoli                                                          |                      |           |                |            |               |               |                          |                      |            |            |            |
| 1950                                                                            | 70 000               | 70 000    | 100.0          | 178        | 156           | 22            | 393                      |                      | 28         | 113        | 132        |
| 1970                                                                            | 39 970               | 40 000    | 99.9           | 138        | 123           | 15            | 289                      |                      | 17         | 109        | 132        |
| 1980                                                                            | 37 540               | 37 560    | 99.9           | 123        | 109           | 14            | 305                      |                      | 16         | 66         | 132        |
| Diócesis de Massa Carrara-Pontremoli                                            |                      |           |                |            |               |               |                          |                      |            |            |            |
| 1990                                                                            | 237 073              | 238 560   | 99.4           | 272        | 232           | 40            | 871                      |                      | 62         | 339        | 352        |
| 1999                                                                            | 199 691              | 200 971   | 99.4           | 206        | 157           | 49            | 969                      | 14                   | 52         | 270        | 246        |
| 2000                                                                            | 198 000              | 199 354   | 99.3           | 180        | 147           | 33            | 1100                     | 14                   | 38         | 268        | 246        |
| 2001                                                                            | 197 775              | 199 375   | 99.2           | 182        | 154           | 28            | 1086                     | 18                   | 38         | 252        | 246        |
| 2002                                                                            | 200 710              | 201 800   | 99.5           | 187        | 160           | 27            | 1073                     | 18                   | 36         | 286        | 246        |
| 2003                                                                            | 198 000              | 200 000   | 99.0           | 174        | 143           | 31            | 1137                     | 18                   | 35         | 234        | 246        |
| 2004                                                                            | 197 000              | 199 000   | 99.0           | 172        | 138           | 34            | 1145                     | 18                   | 40         | 231        | 244        |
| 2013                                                                            | 200 390              | 205 770   | 97.4           | 144        | 120           | 24            | 1391                     | 26                   | 30         | 190        | 244        |
| 2016                                                                            | 201 000              | 206 750   | 97.2           | 125        | 103           | 22            | 1608                     | 28                   | 26         | 182        | 244        |
| 2019                                                                            | 201 820              | 206 050   | 97.9           | 119        | 99            | 20            | 1695                     | 30                   | 23         | 166        | 244        |
| 2021                                                                            | 203 500              | 207 050   | 98.3           | 125        | 107           | 18            | 1628                     | 28                   | 20         | 160        | 244        |
| 2023                                                                            | 204 100              | 207 910   | 98.2           | 123        | 105           | 18            | 1659                     | 28                   | 20         | 157        | 244        |
| Fuente: Catholic-Hierarchy, que a su vez toma los datos del Anuario Pontificio. |                      |           |                |            |               |               |                          |                      |            |            |            |

## Episcopologio

### Obispos de Massa
- Francesco Maria Zoppi † (17 de noviembre de 1823-1 de octubre de 1832 renunció)
- Francesco Strani † (23 de junio de 1834-16 de diciembre de 1855 falleció)
- Giacomo Bernardi † (16 de junio de 1856-23 de diciembre de 1871 falleció)
- Giovanni Battista Alessio Tommasi † (6 de mayo de 1872-7 de agosto de 1887 falleció)
- Amilcare Tonietti † (25 de noviembre de 1887-12 de junio de 1893 nombrado obispo de Montalcino)
- Emilio Maria Miniati † (18 de mayo de 1894-29 de abril de 1909 renunció[nota 7])
- Giovanni Battista Marenco, S.D.B. † (29 de abril de 1909-7 de enero de 1917 renunció[nota 8])
- Giuseppe Bertazzoni † (30 de junio de 1917-2 de julio de 1933 falleció)
- Cristoforo Arduino Terzi, O.F.M. † (11 de mayo de 1934-10 de julio de 1945 renunció[nota 9])
- Carlo Boiardi † (30 de octubre de 1945-24 de febrero de 1970 falleció)
- Aldo Forzoni † (23 de abril de 1970-23 de febrero de 1988 retirado)

### Obispos de Pontremoli
- Girolamo Pavesi † (24 de julio de 1797-25 de julio de 1820 falleció)
- Adeodato Venturini, O.S.B. † (13 de agosto de 1821-1 de septiembre de 1837 falleció)
- Michelangelo Orlandi † (23 de diciembre de 1839-9 de noviembre de 1874 falleció)
- Serafino Milani, O.F.M.Obs. † (21 de diciembre de 1874-11 de febrero de 1889 renunció[nota 10])
- David Camilli † (11 de febrero de 1889-16 de enero de 1893 nombrado obispo de Fiesole)
- Alfonso Maria Mistrangelo, Sch.P. † (16 de enero de 1893-19 de junio de 1899 nombrado arzobispo de Florencia)
- Angelo Antonio Fiorini, O.F.M.Cap. † (15 de septiembre de 1899-5 de mayo de 1929 falleció)
- Giovanni Sismondo † (6 de febrero de 1930-30 de septiembre de 1954 renunció[nota 11])
- Giuseppe Fenocchio † (11 de diciembre de 1954-10 de junio de 1983 retirado)
- Bruno Tommasi † (10 de junio de 1983-23 de febrero de 1988 nombrado obispo de Massa Carrara-Pontremoli)

### Obispos de Massa Carrara-Pontremoli
- Bruno Tommasi † (23 de febrero de 1988-20 de marzo de 1991 nombrado arzobispo de Lucca)
- Eugenio Binini (20 de julio de 1991-19 de mayo de 2010 retirado)
- Giovanni Santucci (19 de mayo de 2010-15 de enero de 2021 renunció)[nota 12]
- Mario Vaccari, O.F.M., desde el 24 de febrero de 2022